# Vivre (chanson russe)
Pour les articles homonymes, voir Vivre.
Vivre (russe : Жить) est une chanson et un clip vidéo composé par Igor Matvienko à la suite de l'attentat en 2015 du vol 9268 Metrojet sur la Péninsule du Sinaï. 28 artistes ont participé au clip vidéo, dont Grigory Leps, Polina Gagarina, Timati, Hibla Gerzmava (en), Vladimir Kristovski, Valeriy Syutkin (en), Aleksandr Marshal (en) et Evgeny Margulis (en). La chanson fait partie du projet social "Vivre" qui met l'accent sur l'importance de trouver la joie dans la vie malgré les épreuves.